# Атентатори
Атентатори (енгл. Assassins) је амерички акциони трилер филм из 1995. у режији Ричарда Донера. Сценарио су написали Сестре Вачауски и Брајан Хелгеланд. У филму глуме Силвестер Сталоне, Антонио Бандерас и Џулијан Мур.
Професионални убица Роберт Рет настоји да се мирно повуче. Међутим, стицајем околности удружује се са хакером Електром када Бејн, још један убица, жели да га убије.

## Радња
Атентатор Роберт Рет планира да се повуче, прогоњен сећањем на убиство сопственог ментора Николаја Ташљинкова пре петнаест година. Док је он на задатку, Мигел Бејн, други атентатор, успева да елиминише Ретову мету пре њега. Бејн потом обелодани свој план да убије Рета и постане најбољи атентатор на свету.
Док Рет покушава да прокљуви ко је послао Бејна, његов уговарач понуди му уносни посао који би му омогућио да се повуче: да убије компјутерску хакерку познату као Електра и четворицу холандских купаца флопи-дискете која је у њеном поседу, те да узме дискету. Електра је поставила видео надзор и елаборирани механизам за померање предмета између соба у згради у којој се сместила.
Бејн први нађе и побије четворицу холандских купаца, за које открије да су агенти Интерпола. Рет у међувремену спасе Електру и њих двоје побегну од Бејна са дискетом. Рет трампи дискету за свој уговорени новац, који му је дат у актовки, у којој се заправо налази бомба коју му је подметнуо његов уговарач са намером да га убије. Електра му затим саопшти да је заменила дискету, несигурна да ли ће се Рет вратити. Рет захтева драстично увећан новчани износ, овог пута уз захтев да буде уплаћен на банковни рачун у Порто Рику.
Уговарач потом унајми Бејна да убије Рета. Рет и Електра отпутују до банке у Порто Рику, где Рет идентификује оронули, напуштени хотел који ће Бејн искористити као место за гађање снајпером и планира клопку.
Након Бејнове наизгледне смрти појави се Николај, откривши да је имао панцир на себи када га је Рет упуцао. Знајући да би Николај убио и њега, Бејн се придружи Рету у упуцавању Николаја на смрт. Бејн и даље планира да убије Рета и постане број један. Електра стави своје наочаре за сунце, омогућивши Рету да види Бејна; Рет запуца кроз сопствени сако и убије га.

## Улоге
| Глумац            | Улога             |
| ----------------- | ----------------- |
| Силвестер Сталоне | Роберт Рет        |
| Антонио Бандерас  | Мигел Бејн        |
| Џулијана Мур      | Електра           |
| Анатолиј Давидов  | Николај Ташљинков |
| Мјус Вотсон       | Кечам             |
| Стив Кејхан       | Алан Бренч        |
| Кај Вулф          | Реми              |
| Кели Роуан        | Џенифер           |
| Рид Дајмонд       | Боб               |
| Марк Коутс        | Џереми Кајл       |